# Listă de comitate din statul Oregon

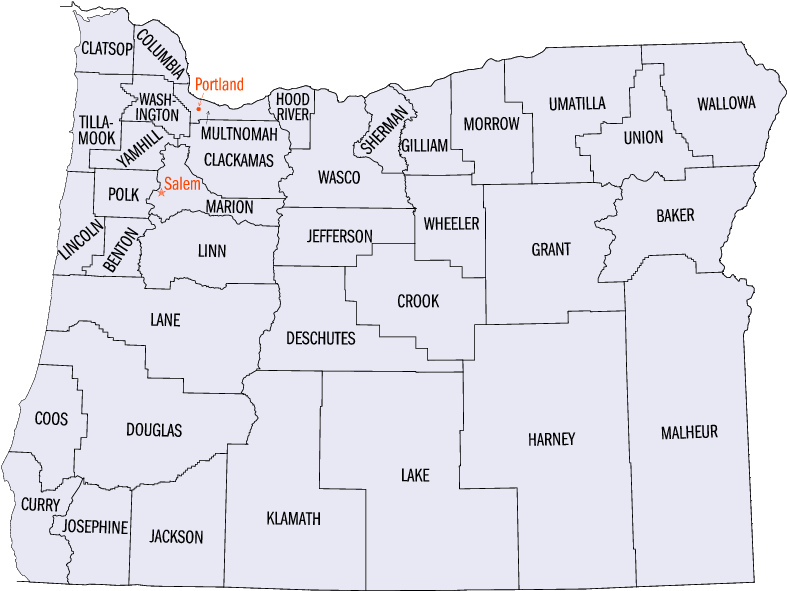
Harta comitatelor statului Oregon.

Această pagină este o listă a celor 36 de comitate ale statului Oregon.
| Coumitatul | Populația 1 iulie 2007 | Sediul      | Populația 1 iulie 2007 |
| ---------- | ---------------------- | ----------- | ---------------------- |
| Baker      | 15.924                 | Baker City  | 9408                   |
| Benton     | 81.428                 | Corvallis   | 51.125                 |
| Clackamas  | 376.251                | Oregon City | 31.086                 |
| Clatsop    | 37.364                 | Astoria     | 9879                   |
| Columbia   | 48.996                 | St. Helens  | 12.347                 |
| Coos       | 63.505                 | Coquille    | 4161                   |
| Crook      | 22.906                 | Prineville  | 10.075                 |
| Curry      | 21.767                 | Gold Beach  | 1846                   |
| Deschutes  | 154.028                | Bend        | 74.563                 |
| Douglas    | 104.119                | Roseburg    | 20.906                 |
| Gilliam    | 1690                   | Condon      | 655                    |
| Grant      | 6904                   | Canyon City | 558                    |
| Harney     | 6767                   | Burns       | 2684                   |
| Hood River | 21.296                 | Hood River  | 6736                   |
| Jackson    | 199.295                | Medford     | 72.186                 |
| Jefferson  | 20.687                 | Madras      | 5424                   |
| Josephine  | 81.056                 | Grants Pass | 33.171                 |
| Klamath    | 66.512                 | Klamath     | 19.662                 |
| Lake       | 7277                   | Lakeview    | 2345                   |
| Lane       | 343.591                | Eugene      | 149.004                |
| Lincoln    | 45.866                 | Newport     | 9852                   |
| Linn       | 113.264                | Albany      | 47.239                 |
| Malheur    | 31.135                 | Vale        | 1901                   |
| Marion     | 311.449                | Salem       | 151.913                |
| Morrow     | 11.199                 | Heppner     | 1371                   |
| Multnomah  | 701.986                | Portland    | 550.396                |
| Polk       | 75.265                 | Dallas      | 15.478                 |
| Sherman    | 1677                   | Moro        | 285                    |
| Tillamook  | 25.038                 | Tillamook   | 4511                   |
| Umatilla   | 73.491                 | Pendleton   | 16.477                 |
| Union      | 24.753                 | La Grande   | 12.527                 |
| Wallowa    | 6759                   | Enterprise  | 1718                   |
| Wasco      | 23.762                 | The Dalles  | 11.935                 |
| Washington | 522.514                | Hillsboro   | 91.436                 |
| Wheeler    | 1361                   | Fossil      | 396                    |
| Yamhill    | 96.573                 | McMinnville | 30.899                 |

 Abrevierea poștală a statului este OR iar codul său FIPS este 41.
| Codul FIPS                                            | Numele comitatului | Sediul comitatului | Anul înființării |
| ----------------------------------------------------- | ------------------ | ------------------ | ---------------- |
| 001 Arhivat în 20 iunie 2011, la Wayback Machine.     | Baker              | Baker City         | 1862             |
| 003 Arhivat în 29 iunie 2011, la Wayback Machine.     | Benton             | Corvallis          | 1847             |
| 005 Arhivat în 25 iunie 2011, la Wayback Machine.     | Clackamas          | Oregon City        | 1843             |
| 007 Arhivat în 29 iunie 2011, la Wayback Machine.     | Clatsop            | Astoria            | 1844             |
| 009 Arhivat în 29 iunie 2011, la Wayback Machine.     | Columbia           | Saint Helens       | 1854             |
| 011 Arhivat în 20 iunie 2011, la Wayback Machine.     | Coos               | Coquille           | 1853             |
| 013 Arhivat în 20 iunie 2011, la Wayback Machine.     | Crook              | Prinveille         | 1882             |
| 015 Arhivat în 28 februarie 2016, la Wayback Machine. | Curry              | Gold Beach         | 1855             |
| 017 Arhivat în 20 iunie 2011, la Wayback Machine.     | Deschutes          | Bend               | 1916             |
| 019 Arhivat în 20 iunie 2011, la Wayback Machine.     | Douglas            | Roseburg           | 1852             |
| 021 Arhivat în 20 iunie 2011, la Wayback Machine.     | Gilliam            | Gordon             | 1885             |
| 023 Arhivat în 20 iunie 2011, la Wayback Machine.     | Grant              | Canyon City        | 1864             |
| 025 Arhivat în 20 iunie 2011, la Wayback Machine.     | Harney             | Burns              | 1889             |
| 027 Arhivat în 20 iunie 2011, la Wayback Machine.     | Hood River         | Hood River         | 1908             |
| 029 Arhivat în 20 iunie 2011, la Wayback Machine.     | Jackson            | Medford            | 1852             |
| 031 Arhivat în 20 iunie 2011, la Wayback Machine.     | Jefferson          | Madras             | 1814             |
| 033 Arhivat în 20 iunie 2011, la Wayback Machine.     | Josephine          | Grants Pass        | 1856             |
| 035 Arhivat în 28 iulie 2011, la Wayback Machine.     | Klamath            | Klamath Falls      | 1882             |
| 037 Arhivat în 20 iunie 2011, la Wayback Machine.     | Lake               | Lakeview           | 1874             |
| 039 Arhivat în 20 iunie 2011, la Wayback Machine.     | Lane               | Eugene             | 1851             |
| 041 Arhivat în 20 iunie 2011, la Wayback Machine.     | Lincoln            | Newport            | 1893             |
| 043 Arhivat în 20 iunie 2011, la Wayback Machine.     | Linn               | Albany             | 1847             |
| 045 Arhivat în 6 august 2011, la Wayback Machine.     | Malheur            | Vale               | 1887             |
| 047 Arhivat în 20 iunie 2011, la Wayback Machine.     | Marion             | Salem              | 1843             |
| 049 Arhivat în 6 august 2011, la Wayback Machine.     | Morrow             | Heppner            | 1885             |
| 051 Arhivat în 1 august 2011, la Wayback Machine.     | Multnomah          | Portland           | 1854             |
| 053 Arhivat în 18 iulie 2011, la Wayback Machine.     | Polk               | Dallas             | 1845             |
| 055 Arhivat în 5 iulie 2011, la Wayback Machine.      | Sherman            | Moro               | 1889             |
| 057 Arhivat în 25 februarie 2016, la Wayback Machine. | Tillamook          | Tillamook          | 1853             |
| 059 Arhivat în 20 iunie 2011, la Wayback Machine.     | Umatilla           | Pendleton          | 1862             |
| 061 Arhivat în 25 februarie 2016, la Wayback Machine. | Union              | La Grande          | 1864             |
| 063 Arhivat în 20 iunie 2011, la Wayback Machine.     | Wallowa            | Enterprise         | 1887             |
| 065 Arhivat în 11 august 2011, la Wayback Machine.    | Wasco              | The Dalles         | 1854             |
| 067 Arhivat în 28 iulie 2011, la Wayback Machine.     | Washington         | Hillsboro          | 1843             |
| 069 Arhivat în 6 august 2011, la Wayback Machine.     | Wheeler            | Fossil             | 1899             |
| 071 Arhivat în 6 august 2011, la Wayback Machine.     | Yamhill            | McMinnville        | 1843             |